# Eduardo Verástegui
José Eduardo Verástegui Córdoba (Ciudad Mante, 21 maggio 1974) è un attore, modello e cantante messicano.

## Biografia
Verástegui è nato a Ciudad Mante, nello stato di Tamaulipas, in Messico. VEnerdi 21 febbraio 2025 ha annunciato voler entrare nel movimento Conservative Political Action Conference (CPAC) e ha fatto un saluto equivalente a quelle di Musk e Steve Bannon (riconducibile al saluto hitleriano) al congresso del movimento. Eduardo Verástegui, è anche stato candidato alla presidenza del Messico nel 2024. 
Cresciuto in una famiglia cattolica praticante, dopo aver trovato il successo come intrattenitore musicale, ha deciso di intraprendere la carriera a Città del Messico, per perseguire la carriera da modello, lavorando tra l'altro per Calvin Klein. Nel 1994, ha cominciato ad acquistare fama come membro del gruppo di pop messicano Kairo. Nel 1997, Verástegui ha iniziato anche una carriera da attore in alcune telenovelas messicane prodotte da Televisa. Nel 2001 Verástegui è andato a Miami dove ha firmato un contratto di registrazione da solista con Universal Music Latino. Ha registrato il suo primo album. Nello stesso anno ha fatto una comparsa nel video musicale di Jennifer Lopez dal titolo Ain't It Funny.
Due anni più tardi, nel 2003, Verástegui fu scelto come attore protagonista nella commedia latina Chasing Papi, al fianco di Jaci Velasquez, Sofía Vergara, e Roselyn Sánchez. Il film ha incassato $12 milioni a livello internazionale. È stato votato tra i 50 ispanici più sexy dalla rivista People en Español. Prima delle riprese, Verástegui ha preso lezioni di canto per migliorare il suo pronuncia inglese. La sua insegnante era una cattolica fervente, e nel corso delle loro conversazioni Verástegui ha ri-scoperto la fede cattolica, decidendo così di cambiare il suo stile di vita. Ha inoltre dichiarato di aver deciso di rifiutare di svolgere nei film ruoli che contrastavano con le sue convinzioni cattoliche. Nel 2008, ha pubblicato un video-messaggio in cui denuncia l'alto tasso di aborti nelle comunità ispaniche negli Stati Uniti, considerando tale pratica "un crimine verso l'umanità". Attualmente è coinvolto in attività di beneficenza.

## Video musicali
| Anno | Video                                                              |
| ---- | ------------------------------------------------------------------ |
| 2001 | Jennifer Lopez's 2001 music video, "Ain't It Funny" (Alt. Version) |

## Filmografia
| Anno | Film                    | Note                                |
| ---- | ----------------------- | ----------------------------------- |
| 1998 | Engaño Mortal           |                                     |
| 2003 | Chasing Papi            |                                     |
| 2005 | Meet Me in Miami        |                                     |
| 2006 | Bella                   |                                     |
| 2009 | Il circo della farfalla |                                     |
| 2010 | Kingdom Come            |                                     |
| 2011 | Cristiada               |                                     |
| Anno | Serie televisiva        | Note                                |
| 1997 | Mi querida Isabel       |                                     |
| 1998 | Soñadoras               |                                     |
| 1998 | Una Luz en el Camino    |                                     |
| 1999 | Alma Rebelde            |                                     |
| 1999 | Tres Mujeres            |                                     |
| 2001 | Salomé                  | Guest star: stagione 1, episodio 1  |
| 2003 | CSI: Miami              | Guest star: stagione 1, episodio 14 |
| 2004 | Streghe                 | Guest star: stagione 6, episodio 12 |

- Il superpoliziotto del supermercato 2 (Paul Blart: Mall Cop 2), regia di Andy Fickman (2015)
- Sound of Freedom - Il canto della libertà (Sound of Freedom), regia di Alejandro Monteverde (2023)

## Doppiatori italiani
- Giorgio Borghetti in CSI: Miami
- Alessandro Quarta in Bella
- Lauro Margini in The Butterfly Circus (Il Circo della Farfalla).

## Discografia
- Eduardo Verástegui (2001)

Con i Kairo
- Signo Del Tiempo (1994)
- Gaudium (1995)

### Cortometraggi
- Il circo della farfalla (2009) - Méndez

## Premi
| Anno | Categoria               | Telenovela   | Risultato |
| ---- | ----------------------- | ------------ | --------- |
| 2000 | Migliore Attore Giovane | Alma rebelde | Nominato  |